# Église Saint-Denys du Saint-Sacrement
De Église Saint-Denys du Saint-Sacrement (Heilige Dennis der Eucharistiekerk) is een rooms-katholieke kerk in de Franse hoofdstad Parijs, gesitueerd aan de Rue de Turenne in het 3e arrondissement.

## Geschiedenis
In het hart van het Quartier du Marais, werden in de 17e eeuw een aantal weelderige hotels gebouwd, waaronder het Hôtel de Turenne, op de hoek van de Rue Saint-Claude en de Rue Neuve-Saint-Louis (de huidige Rue de Turenne). In 1684 vestigde het tweede klooster van de Benedictijnen der Eucharistie zich in het gebouw.
De architect Étienne-Hippolyte Godde kreeg in 1826 de opdracht van de gemeente om op deze locatie een kerk te ontwerpen. De bouw was gereed in 1835. Aangezien er tot dat moment nog geen enkele kerk was gewijd aan Dionysius van Parijs, onthoofd martelaar en de eerste bisschop van Parijs, werd de nieuwgebouwde kerk naar hem vernoemd: Saint-Denys. De neoclassicistische architectuur en de decoratie zijn typerend voor het begin van de 19e eeuw, en vertonen veel gelijkenissen met de 4 jaar daarvoor gebouwde Église Saint-Pierre du Gros Caillou. Het gebouw is ontworpen naar het ontwerp van de Romeinse basilica.

### Heden

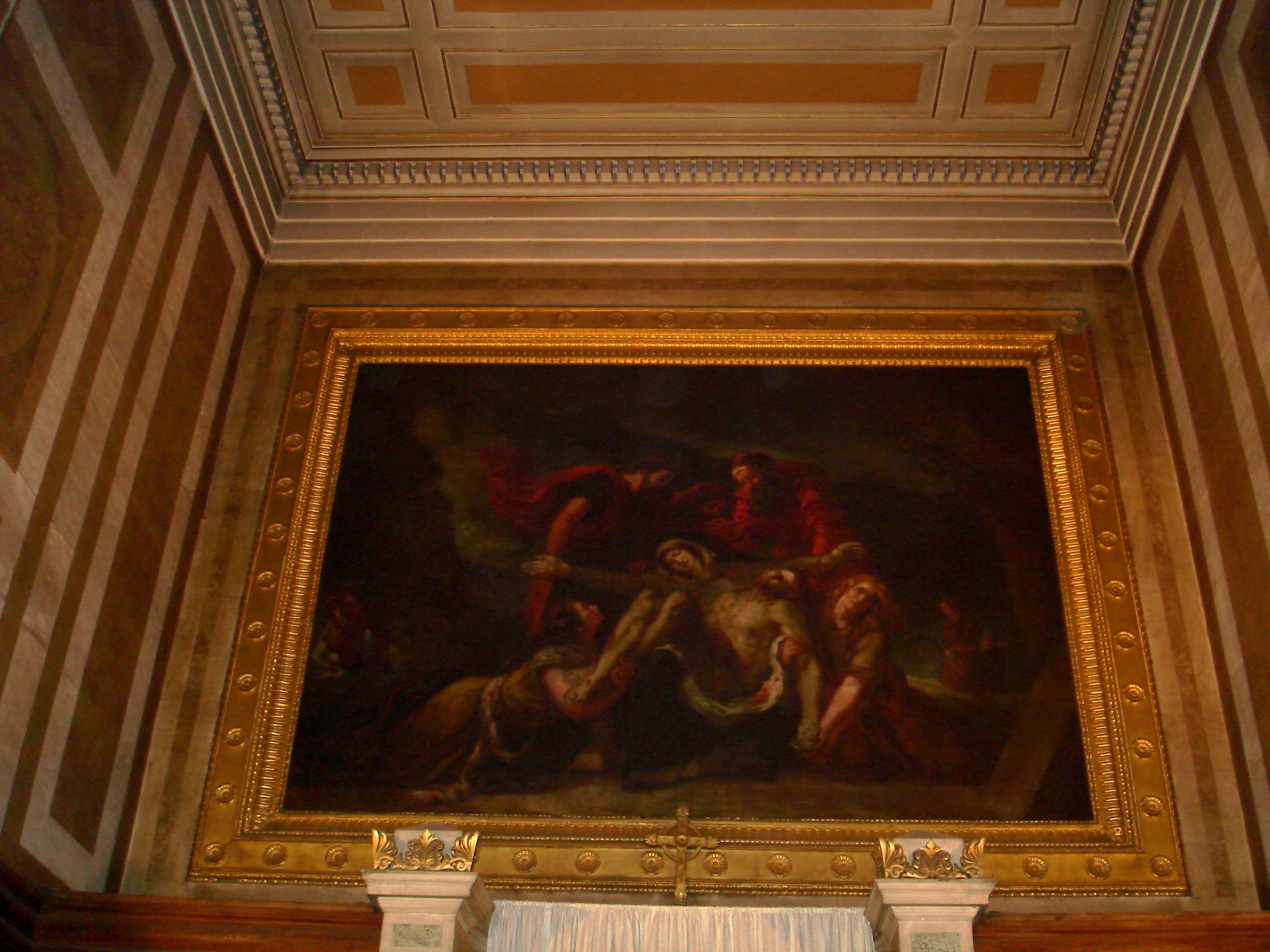
Piëta van Delacroix

Vandaag de dag is de kerk vooral bekend omdat De Piëta van Eugène Delacroix er hangt. Een recente restauratie maakte tevens de schoonheid zichtbaar van Pèlerins d’Emmaüs (Pelgrims van Emmaus), een werk van François-Édouard Picot geschilderd op was. Daarnaast herbergt het klooster een van de afdelingen van het Seminarie van Parijs, waar toekomstige priesters worden opgeleid. Deze priesters-in-opleiding assisteren ook binnen de kerk.
Eenmaal per jaar, normaal gesproken in het derde weekend van november, wordt er een grote parochiale veiling georganiseerd.